# Bangá
Bangá es un municipio filipino de primera categoría, situado al sur de la isla de Mindanao. Forma parte de la provincia de Cotabato del Sur situada en la Región Administrativa de Soccsksargen también denominada Región XII. 
Para las elecciones está encuadrado en el Segundo Distrito Electoral de esta provincia.

## Geografía
El núcleo urbano de Bangá lo forman cinco barrios: Rizal, Benítez, Reyes, Yangco e Improgo.

### Barangayes
El municipio de Bangá se divide, a los efectos administrativos, en 22 barangayes o barrios, conforme a la siguiente relación:
| - Benítez (Población) - Cabudián - Cabuling - Cinco (Barrio 5) | - Derilón - El Nonok - Improgo pueblo (Población) - Kusán (Barrio 8) | - Lam-Após - Lamba - Lambingi - Lampari - Liwanay (Barrio 1) | - Malaya (Barrio 9) - Punong Grande (Barrio 2) - Rang-ay (Barrio 4) - Reyes (Población) | - Rizal (Barrio 3) - Rizal Población - San José (Barrio 7) - San Vicente (Barrio 6) - Yangco Población |  |

## Historia

### Influencia española

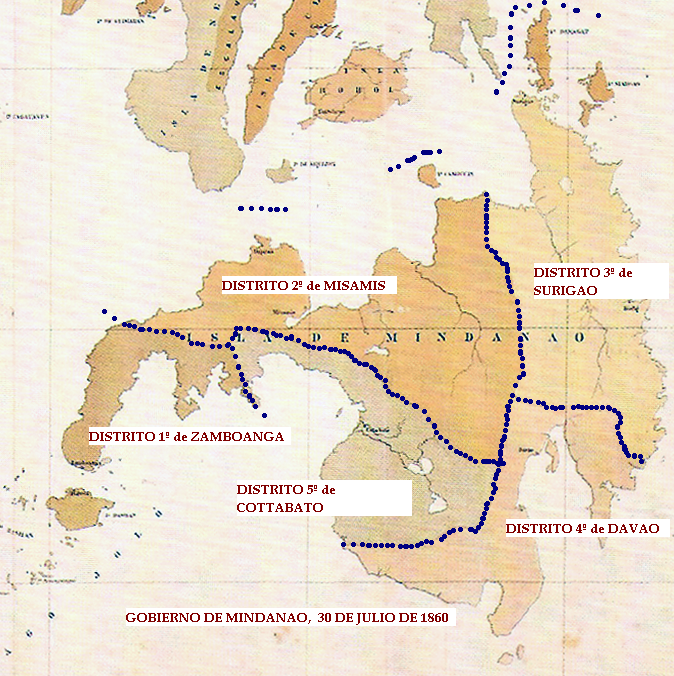
Gobierno de Mindanao: Los 5 Distritos creados por Real Decreto de 30 de julio de 1860.

El Distrito 4º de Dávao, llamado antes Nueva Guipúzcoa, cuya capital era el pueblo de Dávao e incluía la  Comandancia de Mati,   formaba  parte del Imperio español en Asia y Oceanía (1520-1898).

### Independencia
El 11 de septiembre de 1953 mediante de la Proclamación Presidencial N º 612 del entonces Presidente Elpidio Quirino, varios  barrios de Koronadal forman una entidad municipal independiente.
El 18 de julio de 1966 el presidente Ferdinand E. Marcos suscribe la ley Republic Act No. 4849 por la que los municipios de Norala, Surala, Banga, Tantangán, Koronadal, Tupi, Polomolok, Kiamba, Maitum, Maasim, Tampacán y Glan, así como la ciudad del Rajah Buayan, hoy General Santos, quedan segregadas de la provincia de Cotabato para formar una nueva denominada provincia de Cotabato del Sur siendo su capital el municipio de  Koronadal. La actual provincia de Cotabato menos el territorio que comprende los municipios antes mencionados continuará a ser conocido como Cotabato.
El 23 de diciembre de  1980 los barrios de Santo Niño, Guinsangán, San Vicente, Panay, Manuel Roxas, Katipunán y San Isidro, hasta entonces del municipio de Norala, así como los barrios de Ambalgán y Teresita, hasta entonces del municipio de Banga forman el nuevo municipio de Santo Niño cuyo ayuntamiento se sitúa en el barrio del mismo nombre.